# Сілверпіт (кратер)

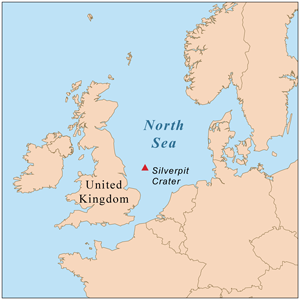
Приблизне розташування кратер Silverpit

Кратер Сілверпіт (англ. Silverpit) — прихована під осадовими породами підводна структура у Північному морі біля узбережжя острова Велика Британія. Схожа на кратер діаметром 20 км форма, названа в честь Сілвер Піт (Срібної Ями) — розташованої поруч долини на дні моря, про яку знають багато поколінь рибалок, була виявлена під час рутинного аналізу сейсмічних даних, отриманих в ході розвідки газу в осадовій низовині південної частини Північного моря . Його метеоритне походження було вперше запропоновано і широко висвітлювалися 2002 року. Якщо гіпотеза буде підтверджена, то це буде перший ударний кратер, виявлених на або поблизу Великої Британії. Його вік було запропоновано між 74—45 млн років (пізня Крейда — Еоцен).
Однак, інтерпретація структури як метеоритного кратеру спірна і інші автори заперечують її неземне походження. Запропоноване альтернативне походження осідання порід внаслідок переміщення солей цехштейну.

## Відкриття

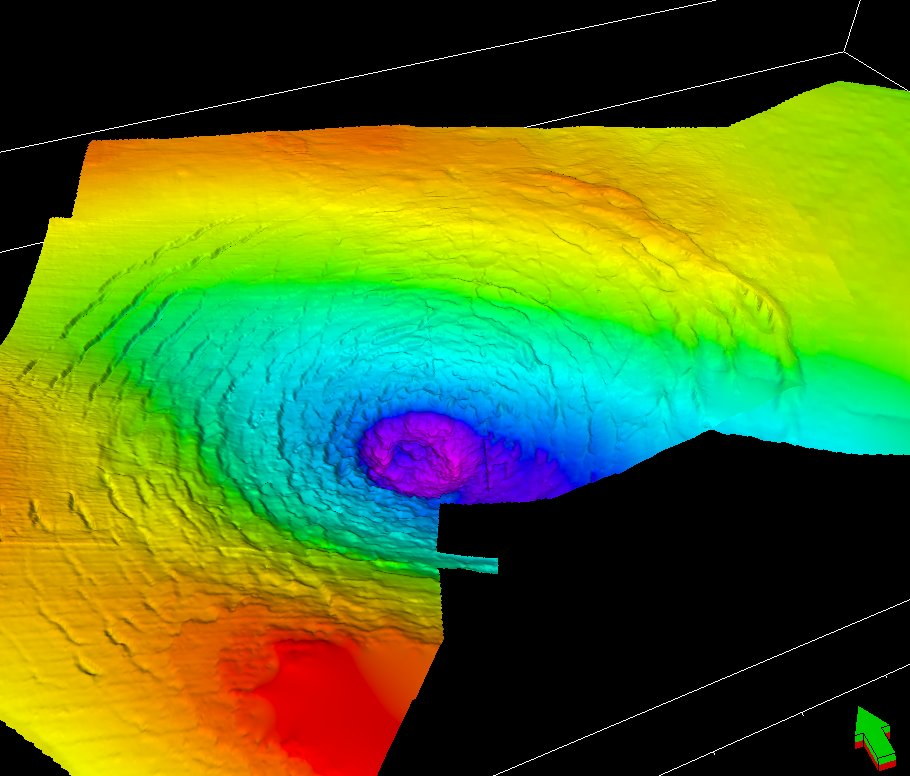
Перспективний вид верхньої поверхні крейди, дивлячись на північний схід, що показує центральний кратер і навколишні кільця. Несправжні кольори показують глибину (червоний/жовтий = неглибоко; синій/фіолетовий=глибоко). (Автори зображення: Філ Аллен і Саймон Стюарт)

Схожа на кратер структура була виявлена нафтовими геологами Саймоном Стюартом з «British Petroleum» і Філіпом Алленом, тоді з «Production Geoscience Ltd», під час рутинного аналізу сейсмічних даних при розвідці газових родовищ в регіоні, у 130 км від естуарію Гамбер. Аллен помітив незвичайний набір концентричних кілець; хоча вони виглядали так, ніби їх може бути викликано метеоритом, він не мав досвіду у вивченні таких структур. Він повісив зображення їх на стіні свого кабінету, сподіваючись, що хтось інший міг би пролити світло на таємницю. Стюарт вже давно передбачав, що кратер буде знайдений на 3D сейсмічних даних, і, відвідуючи «Production Geoscience» з іншої причини, побачив картинку і припустив, що це може бути наслідком падіння метеорита. Відкриття кратера і гіпотеза про його ударне походження були наведені в журналі «Nature» 2002 р..
Кратер Сілверпіт названий на честь місця риболовлі Сілверпіт (Срібної Ями), в якій він знаходиться. Назва була дана рибалками великій витягнутій депресії в ложі Північного моря, яка вважається старою річковою долиною, що сформувалася, коли рівень моря був нижче під час останнього льодовикового періоду. Структура (кратер) зараз знаходиться під шаром відкладів до 1500 м завтовшки, який утворює дно Північного моря на глибині близько 40 метрів. Дослідження Стюарта і Аллена показують, що в момент його утворення територія покрита шаром води від 50 до 300 м глибиною.
Лише за три роки до оголошення про відкриття кратер Сілверпіт було висловлено припущення, що сейсмічні дані Північного моря повинні мати гарні шанси доказів метеоритних кратерів: враховуючи рівень формування кратерів на Землі і розміри Північного моря, очікувана кількість ударних кратерів буде один. Знахідка кратера Сілверпіт була серендипністю.

## Походження
Походження кратера в даний час активно обговорюються науковим співтовариством. Альтернативні теорії втрати шару солі і низовини, що розходиться, запропоновані на противагу ударній природі кратера Сілверпіт.

### Докази на користь ударного походження
Коли вони виявили кратер, Алленом і Стюартом були розглянуті та відхилені інші механізми формування кратера. Вулканізм був виключений тому, що у кратері не було жодних магнітних аномалій, які можна було б очікувати, якби там були виверження. Втрата сольових відкладень нижче кратера, яка є відомим механізмом для формування ряду кратерів, була виключена тому, що тріасові і пермські шари гірських порід під кратером виявилися неторканими. Ще одним переконливим свідченням ударної природи кратера є наявність центрального піку — Стюарт і Аллен стверджують, що це важко сформувати іншим шляхом, крім удару метеорита.

### Докази альтернативних інтерпретацій
Аналіз місцевих 2D сейсмічних ліній та 3D сейсмічних об'ємів, виконаний Джоном Андергіллом, геологом університету Единбурга, призвели до альтернативної гіпотези, що втрата верхньопермської (супергрупа цехштейн) солі на глибині є найкращим поясненням. Андергілл виявив, що всі шари породи аж до пермського періоду (віком близько 250 млн років) мають синклінальну складчастість, і що відклади третинного періоду у кратері накладаються на його зовнішні межі і товстіші по його осі, що дозволяє припустити, що сіль рухалась (цей процес називається галокінезіс) по мірі відкладення третинних осадів.
Пізніше Андергілл оприлюднив додаткові  докази, що на його думку не підтримують ударну гіпотезу. Проаналізувавши сейсмічні дані на більшій ділянці, він припустив, що Сілверпіт був лише однією з багатьох аналогічних структури, пов'язаних з відступом солі цехштейну пермського періоду. Він представив цю гіпотезу у квітні 2007 р. на щорічних зборах Американської асоціації геологів.
Далі він зосередив свої дослідження на вивченні чому сіль рухається та чому вона формує структури, схожі на кратер. Результати він опублікував у статті у «Petroleum Geoscience» у серпні 2009 року, в якій він виклав докази формування структури за рахунок втрати солі внаслідок інтрузії.
У жовтні 2009 року у Геологічному товаристві Лондона пройшли відкриті дебати про походження кратера Сілверпіт. Саймон Стюарт навів докази на користь удару, а Джон Андергілл представив докази проти. Гіпотеза Андергілла про утворення кратера внаслідок втрати солі завдяки розплаву.

## Структура

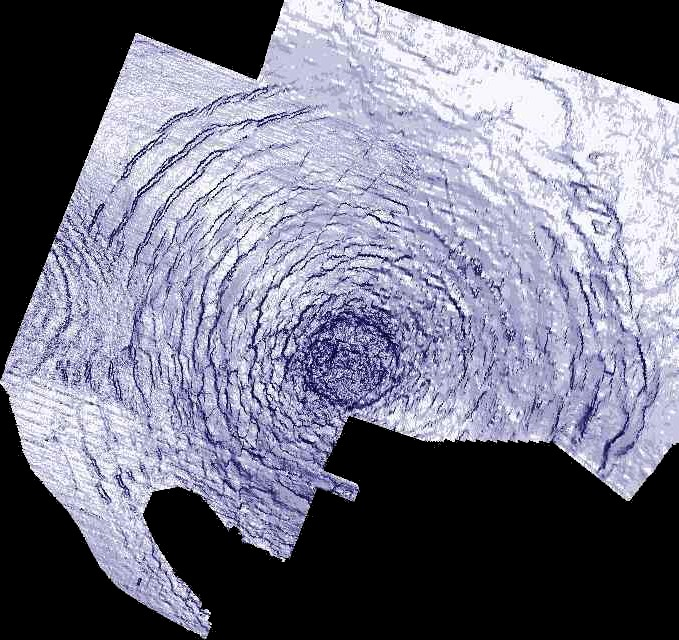
Сейсмічні дані, що показують кратер і його концентричну кільцеву структуру (автори: Філ Аллен і Саймон Стюарт)

Розмір кратера Сілверпіт становить близько 3 км в ширину на рівні верхньої крейди. Незвично для земного кратера, він оточений безліччю концентричних кілець, які поширюються на близько 10 км від центру. Ці кільця роблять кратер трохи схожим на кратер Вальгалла на супутника Юпітера Каллісто і інші кратери на Європі.  Як правило, кратери з багатьма кільцями значно більші, ніж Сілверпіт, і якщо ударна гіпотеза вірна, походження кілець Сілверпіт є предметом дискусії. Ускладнюючим фактором є те, що майже всі відомі ударні кратери на Землі, незважаючи на те, що дві третини об'єктів, які ударяють Землю, падають в океани і моря, тому наслідки ударів об воду набагато менше, ніж удари по суші.
Одне з можливих пояснень — після того, як удар утворив чашовидну улоговину, м'яка речовина, що оточувала її, сповзла у бік центру, залишивши концентричні кільця. За припущеннями, для цього м'яка речовина повинна бути розташована достатньо тонким шаром, з більш крихкою речовиною зверху. Тонкий шар мобільної речовини під твердою корою легко зрозуміти в контексті крижаних супутників зовнішніх планет, але це не звичайне явище на кам'янистих тілах Сонячної системи. Одне з припущень полягає в тому, що надмірно стиснена крейда під поверхнею, можливо, діяла як м'який мобільний шар речовини.

## Удар
Якщо дотримуватися теорії удару метеоритом, для оцінки розміру метеориту розмір кратера потрібно поєднати з припущеннями про швидкість об'єкта. Об'єкти, які падають на Землю, як правило, рухаються зі швидкостями близько 20–50 км/с. Якщо об'єкт був кам'янистий, при таких швидкостях він мав мати розмір близько 120 м в поперечнику і масу бл. 2,0×109 кг. Якщо б це була комета, то кратер був би більшим.
Для порівняння, розмір об'єкту, який впав на Землю в Чиксулуб, за оцінками, — приблизно 9,6 км в поперечнику, а об'єкту (комети чи астероїду), відповідального за Тунгуську подію 1908 року, — близько 60 м в діаметрі, масою близько 4×108 кг.
Об'єкт розміром 120 м  при падінні у море на швидкості багато кілометрів в секунду повинен був утворити величезні цунамі. Зараз вчені шукають будь-які докази великого цунамі в прилеглих районах приблизно того часу.

## Вік
Положення кратера в шарах гірських порід і відкладень на дні моря, в теорії, може використовуватися, щоб обмежити вік: осади, закладені до утворення кратера, будуть порушені ударом, а пізніші — ні. В їх папері про відкриття Аллен і Стюарт заявили, що кратер Сілверпіт був утворений в крейдяних крейдах і юрських сланцях і покритий непорушеним шаром третинних відкладень. Крейдяний період закінчився 66 мільйонів років тому, але, за даними найближчих свердловин, найбільш нижні третинні відкладення відсутні. Таким чином, вік події Сілверпіт було заявлено десь між 66 і 60 мільйонів років тому. Однак, після більш детальної оцінки сейсмічних даних, Аллен і Стюарт дали більш обережну оцінку віку — між 74—45 млн років (пізня Крейда — Еоцен).
Стратиграфічний метод визначення віку кратера дещо грубий і неточний, і результат ставиться під сумнів гіпотезою Андергілла про відсутність удару. Якщо припустити ударне походження, інші можливі способи датування події включають пошук доказів викинутої речовини, такої як тектити і відкладення від цунамі, які можуть бути знайдені в будь-якій точці басейну Північного моря. Крім більш точного датування, знайдення таких доказів могло б посилити ударну гіпотезу. Дві прилеглих нафтових розвідувальних свердловини проникають у кільцеву систему, але зразки з них не дали незалежної підтримки теорії удару метеориту, і відповідно послабили її.
Аналіз проб, узятих безпосередньо з центрального кратера, також сприятиме визначенню віку, а також підтвердженню тої чи іншої запропонованої гіпотези; поки цього не сталося, кратер Сілверпіт не може бути підтверджений як ударна структура.

## Частина багаторазового зіткнення?

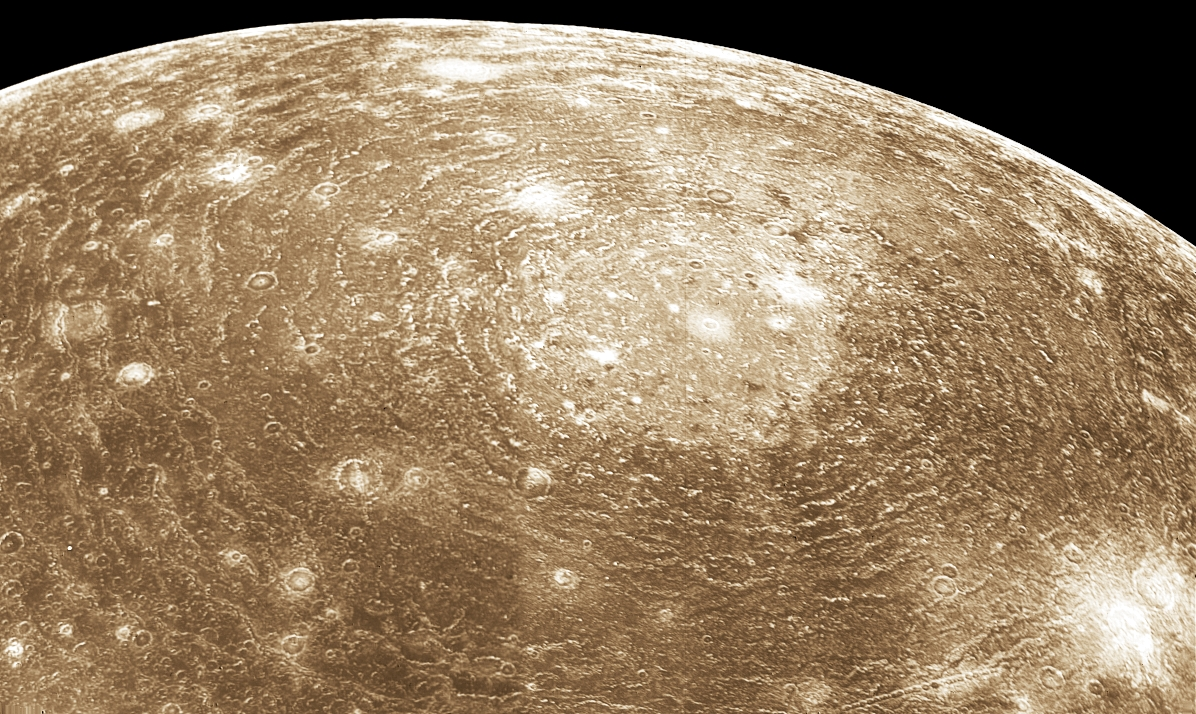
Сілверпіт має більшу схожість з кратером Валгалла на супутнику Юпітері Каллісто, ніж з іншими відомими кратерами на Землі

Перші оцінки віку полії Сілверпіт становили 66—60 млн років тому, що збігається з віком події Чиксулуб, яка сталася 66 мільйонів років тому і, ймовірно, зіграла велику роль у вимиранні динозаврів. Були виявлені і кілька інших великих ударних кратерів того ж віку, всі між широтами 20°N та 70°N, що сприяло утворенню спекулятивної гіпотези про те, що ударний кратер Чиксулуб може бути лише одним з декількох ударів, що сталися всі одночасно.
Зіткнення комети Шумейкерів-Леві 9 з Юпітером 1994 року довело, що гравітаційна взаємодія може фрагментувати комету, породжуючи безліч ударів протягом декількох днів, якщо уламки комети стикнуться з планетою. Комети часто мають гравітаційні взаємодії з газовими гігантами, і схожі фрагментування та зіткнення дуже ймовірно мали місце в минулому.
Хоча такий сценарій міг статися на Землі 66 мільйонів років тому, доказів цієї гіпотези не багато. Зокрема, вік деяких можливо пов'язаних кратерів відомий тільки з точністю до декількох мільйонів років. Крім того, поточна перевага гіпотези, що кратер Сілверпіт утворився не від удару боліда, знижує можливість його залучення в цю гіпотезу.  Але навіть якщо він мав ударне походження, посилення невизначеності у віці Сілверпіта до 74 — 45 мільйонів років ще більше послаблює гіпотезу.